# كيندر جوي

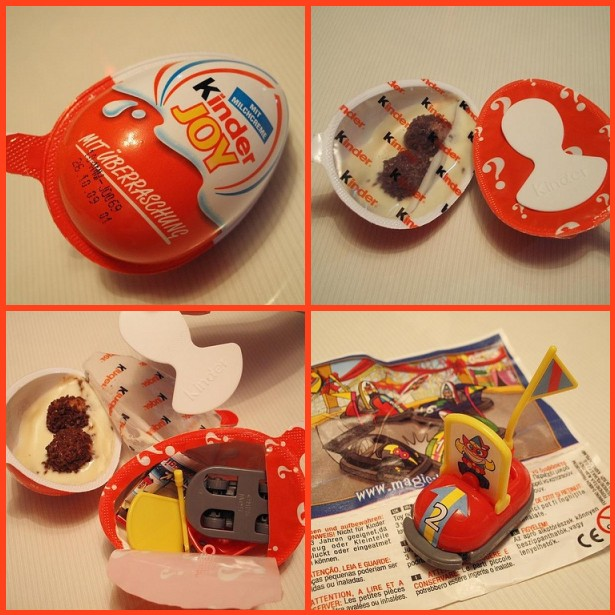
كيندر جوي

كيندر جوي هي حلوى مصنوعة من قبل شركة الحلويات الإيطالية {فيريرو} وهي أحد منتجات كندر. تتكون من بيضة بلاستيكة تقسم نصفين كل النصف الأول توجد به الشوكلاته وكريم الحليب والنصف الآخر يحتوي على لعبة. أطلق لأول مره في إيطاليا في عام 2001 وحتى 2014 تم بيعها في أكثر من 100 دولة.

## تاريخ كيندر جوي
أطلقت فيريرو كيندر اجو في إيطاليا في عام 2001. وقد بيعت في ألمانيا في الفترة من مايو 2006، في الصين من عام 2007، وكان عرض في الهند في عام 2009.
في عام 2011، افتتح فيريرو مصنع في باراماتيو الهند لصنع البيض، بالإضافة إلى غيرها من المنتجات بما في ذلك تيك جان التقييم التقني. في عام 2015، افتتحت الشركة أول مصنع لها في الصين في مقاطعة شياوشان لمدينة هانغتشو، والتي أنتجت كيندر الفرح كأول خط التصنيع. واعتبارا من سبتمبر 2015 كان كندر جوي واحد من أعلى بيع المنتجات الحلوى في السوق الصينية وتلقى اختراق نيلسن الصين جائزة الابتكار.
أصبح طفا جوي متاح في أيرلندا في عام 2015. وفي نوفمبر تشرين الثاني عام 2015، أعلنت فيريرو أنها ستبيع البيض في المملكة المتحدة بدءا من ديسمبر عام 2015.

## روابط خارجية
- الموقع الرسمي لكندر